# غوستافو فيكتوريا
غوستافو فيكتوريا (بالإسبانية: Gustavo Victoria)‏ هو لاعب كرة قدم كولومبي، ولد في 14 مايو 1980 في أرمينيا في كولومبيا. شارك مع منتخب كولومبيا لكرة القدم. أما مع النوادي، فقد لعب مع أمريكا دي كالي وتشايكور ريزه سبور وديبورتيس كوينديو وديبورتيفو بيريرا وديبورتيفو كالي وغازي عنتاب سبور وغلطة سراي ونادي أياكوتشو ونادي ميلوناريوس.

## مسيرته الكروية
لعب غوستافو فيكتوريا خلال مسيرته الاحترافية مع 8 أندية في ستة عشر موسمًا وسجل خلالها 18 هدفًا ضمن 339 مباراة. ولم يفز بأي موسم بالكأس وفاز في موسم واحد بالدوري.
خاض غوستافو فيكتوريا مسيرته مع Cortuluá ‏ في عامي 1999-2001 ولمدة موسمين، مشاركًا في 83 مباراة سجل خلالها 8 أهداف. ثم انتقل إلى نادي ديبورتيفو كالي ما بين عامي 2001 و2002 في المرة الأولى لمدة موسم واحد ثم ما بين عامي 2002 و2003 لمدة موسم واحد، حيث شارك طوالها في 23 مباراة ولم يسجل أي هدف. لينتقل بعدها إلى نادي غلطة سراي في موسم 2001–02 لمدة موسم واحد، مشاركًا في 22 مباراة سجل خلالها هدفًا واحدًا. ثم انتقل إلى نادي غازي عنتاب سبور في موسم 2002–03 لمدة موسم واحد، مشاركًا في 9 مباريات سجل خلالها هدفًا واحدًا أيضًا. هذا وانتقل لاحقًا إلى نادي تشايكور ريزه سبور في موسم 2003–04 ليلعب معه خمسة مواسم، مشاركًا في 110 مباراة سجل خلالها 3 أهداف. ثم انتقل بعدها إلى نادي ديبورتيفو بيريرا في موسم 2009 واستمر معه طيلة ثلاثة مواسم، مشاركًا في 47 مباراة سجل خلالها هدفين. ليعود وينتقل من جديد، لكن هذه المرة إلى نادي أياكوتشو ما بين عامي 2013 و2014 لمدة موسم واحد، مشاركًا في 40 مباراة سجل خلالها هدفين أيضًا.

## وصلات خارجية
- غوستافو فيكتوريا على موقع الاتحاد الدولي (مؤرشف)  (الإنجليزية)
- غوستافو فيكتوريا على موقع اتحاد تركيا (لاعب) (الإنجليزية)
- غوستافو فيكتوريا على موقع قاعدة بيانات كرة القدم.إي يو (الإنجليزية)
- غوستافو فيكتوريا على موقع ناشيونال فوتبول تيمز (الإنجليزية)
- غوستافو فيكتوريا على موقع عالم كرة القدم.نت (الإنجليزية)